# Eotetranychus boemeriae
Eotetranychus boemeriae är en spindeldjursart som beskrevs av Lo 1969. Eotetranychus boemeriae ingår i släktet Eotetranychus och familjen Tetranychidae. Inga underarter finns listade i Catalogue of Life.